# Принимая детей всерьёз
Принимая детей всерьёз (англ. Taking Children Seriously — T.C.S.) — это движение в воспитании и философия образования, основная идея которых заключается в том, что можно и желательно воспитывать и обучать детей, не делая им ничего против их воли или заставляя их делать что-либо против их воли.

## Обзор
Движение было основано в 1994 году как онлайн-список рассылки либертарианцами Сарой Фитц-Кларидж и Дэвидом Дойчем. Дойч также является физиком-теоретиком в Оксфордском университете.
T.C.S. начинается с наблюдения, что большинство традиционных взаимодействий между взрослыми и молодёжью основаны на 
принуждении.
Модель воспитания и образования T.C.S. отвергает это принуждение как посягательство на волю ребенка, а также отвергает «самопожертвование» родителей или педагога как посягательство на волю взрослого. T.C.S. выступает за то, чтобы родители и дети работали, чтобы найти общее предпочтение, решение, которое все стороны искренне предпочитают всем другим вариантам, которые они могут придумать.
Философия T.C.S. была вдохновлена эпистемологией Карла Поппера. Поппер сам был профессиональным педагогом до того, как начал заниматься философией. Фактически, философия была для него только вторым вариантом, чтобы иметь возможность эмигрировать, чтобы избежать неизбежного аншлюса. Он принимал активное участие в движении Wiener Schulreform (Венская школьная реформа); существует связь между психологией обучения, по которой он написал докторскую диссертацию, и его философией.  Тем не менее, как философ, он не защищал какую-либо конкретную педагогику, хотя у него были некоторые общие взгляды по этому вопросу T.C.S. рассматривает эпистемологию Поппера, так же как и сам Поппер, как универсальную теорию о том, как растёт знание, и пытается выработать её глубокие последствия для теории образования.